# Love in the Time of Cholera
«Love in the Time of Cholera» (укр. «Кохання під час холери») — другий міні-альбом колумбійської співачки Шакіри, виданий у 5 листопада 2002 року лейблом Columbia Records.
Альбом містить три композиції, які є саундтреками до фільму «Кохання під час холери». Дві з них, «Despedida» і «Hay Amores», були написані за проханням автора книги, за якою ставився фільм, Габріеля Гарсії Маркеса. Третя пісня «Pienso En Ti» — з альбому «Pies Descalzos».

## Список композицій
1. «Hay Amores» (lyrics: Shakira, music: Antonio Pinto, Shakira) — 3:18
2. «Despedida» (lyrics: Shakira, music: Antonio Pinto, Shakira) — 4:12
3. «Pienso En Ti» — 3:47